# اشنازر مینیاتوری
اشنازر مینیاتوری (به انگلیسی: Miniature Schnauzer)، نام یکی از نژادهای سگ است که خاستگاه آن به آلمان بازمی‌گردد. وزن جنس نر اشنازر مینیاتوری ۱۱ تا ۱۸ پوند
(۵٫۰ تا ۸٫۲ کیلوگرم) است و وزن جنس مادهٔ آن ۱۰ تا ۱۵ پوند
(۴٫۵ تا ۶٫۸ کیلوگرم). قد جنس نر اشنازر مینیاتوری ۱۴ اینچ (۳۵٫۶ سانتیمتر) است و قد جنس مادهٔ آن ۱۳ اینچ (۳۳٫۰ سانتیمتر). اشنازر مینیاتوری در هر بار زایمان ۳ تا ۸ توله می‌زاید.